# Michele Totire
Michele Totire (Bari, 12 febbraio 1976) è un allenatore di pallavolo italiano.

## Carriera
Esordisce nel 2005-2006 come 2º allenatore di Taranto con il quale ottiene la promozione in Serie A1, venendo confermato per la stagione seguente conclusa con la qualificazione ai play-off scudetto. Nel 2007 assume il ruolo di capo-allenatore della squadra pugliese fino al 16 novembre, quando torna ad occupare il ruolo di vice di Radamés Lattari. Nel 2008 passa a Forlì, sempre in qualità di 2º allenatore. Per la stagione 2009-2010 è alla guida di Mantova, con la quale ottiene la salvezza superando Bassano Del Grappa ai play-out. L'anno successivo viene confermato alla guida della squadra, con la quale retrocede in Serie B1 dopo la sconfitta alle semifinali play-out a vantaggio della Sir Safety Perugia. Nel 2010-2011 è vice-allenatore del Club Italia, con il quale retrocede in Serie B1 dopo la sconfitta con Reggio Emilia ai play-out. Per la stagione 2012-2013 viene nominato allenatore della Pallavolo Atripalda con la quale vince la Coppa Italia di Serie A2, venendo poi confermato per la stagione seguente. A seguito dell'esclusione della formazione irpina dal campionato cadetto, il 6 dicembre 2013 passa al Corigliano Volley per la seconda parte del campionato.
Nel biennio 2015-2017 torna al Club Italia, stavolta come primo allenatore, sempre in Serie A2, mentre nell'annata 2017-18 passa alla guida dei Lupi Santa Croce, nel campionato cadetto, dove rimane per una stagione e mezza, venendo esonerato a fine dicembre 2018.

## Palmarès

### Competizioni nazionali
- Campionato italiano A2: 1

2005-06
- Coppa Italia di Serie A2: 1

2012-13